# 二十歳/雨の六本木
『二十歳／雨の六本木』（はたち／あめのろっぽんぎ）及び『雨の六本木／二十歳』はDEENの40枚目のシングル。

## 作品解説
- 前作から約1年ぶりのリリースで、メモリアル両A面シングルと銘打っている。
- 2枚とも期間生産限定盤として2013年内の期間生産限定になっている。
- 「二十歳」の歌詞にはDEENのこれまでの楽曲のタイトルが散りばめられている[1]。
- 「雨の六本木」は井上大輔が生前に残した楽曲に湯川れい子が歌詞を書き下ろしている[1]。DIMENSION、川崎哲平がレコーディングに参加。これを機にDEENとDIMENSIONのジョイントツアーを敢行した。

## 収録トラックス

### 二十歳／雨の六本木(type-A)
| #         | タイトル                      | 作詞       | 作曲      | 編曲      | 時間  |
| --------- | ----------------------------- | ---------- | --------- | --------- | ----- |
| 1.        | 「二十歳」                    | 池森秀一   | 田川伸治  | 田川伸治  | 5:06  |
| 2.        | 「雨の六本木」                | 湯川れい子 | 井上大輔  | 池田大介  | 4:47  |
| 3.        | 「二十歳 <Original Karaoke>」 |            | 田川伸治  | 田川伸治  | 5:05  |
| 合計時間: | 合計時間:                     | 合計時間:  | 合計時間: | 合計時間: | 14:58 |

DVD
1. 二十歳 -Music Video-

### 雨の六本木／二十歳(type-B)
| #         | タイトル                         | 作詞       | 作曲      | 編曲      | 時間  |
| --------- | -------------------------------- | ---------- | --------- | --------- | ----- |
| 1.        | 「雨の六本木」                   | 湯川れい子 | 井上大輔  | 池田大介  | 4:47  |
| 2.        | 「二十歳」                       | 池森秀一   | 田川伸治  | 田川伸治  | 5:06  |
| 3.        | 「雨の六本木<Original Karaoke>」 |            | 井上大輔  | 池田大介  | 4:46  |
| 合計時間: | 合計時間:                        | 合計時間:  | 合計時間: | 合計時間: | 14:55 |

DVD
1. 雨の六本木 -Music Video-

## 収録アルバム
- 『CIRCLE』 (#1,#2)
- 『DEEN The Best FOREVER 〜Complete Singles +〜』(#1,#2)